# 稲垣長続
稲垣 長続（いながき ながつぐ）は、志摩国鳥羽藩4代藩主。鳥羽藩稲垣家8代。

## 略歴
明和8年（1771年）8月15日、越後高田藩主榊原政永の十男として高田城で生まれる。天明7年（1787年）に鳥羽藩第3代藩主稲垣長以の養子となり、寛政6年（1794年）11月11日の長以の隠居で家督を継いだ。
文政元年（1818年）12月29日に死去した。享年48。跡を四男の長剛が継いだ。

## 系譜
父母
- 榊原政永（実父）
- 稲垣長以（養父）

正室、継室
- 勝 ー 三浦前次の長女、稲垣長以の養女（正室）
- 鎮 ー 内藤頼尚の娘（継室）

側室
- 吉岡

子女
- 稲垣長興（長男）生母は勝（正室）
- 稲垣長剛（四男）生母は勝（正室）
- 稲垣久五郎
- 稲垣勇三郎
- 稲垣環
- 鑓
- 京極高聡継室
- 小笠原孫三郎室
- 松平乗顕継室